# Abas Arslanagić
Abas Arslanagić (en serbe : Абас Арсланагић), né le 2 octobre 1944 à Derventa, est un joueur et entraîneur yougoslave puis Bosnien de handball.
En tant que gardien de but, il est notamment champion olympique en 1972 à Munich avec l'équipe de Yougoslavie. Quatre ans plus tard, il participe aux Jeux olympiques de 1976 à Montréal ; la Yougoslavie ne gagnera pas un deuxième titre consécutif, finissant à la 5e place du tournoi. Il a également remporté deux médailles de bronze aux Championnats du monde, en 1970 en France et en 1974 en Allemagne de l'Ouest.
En club, il passe la majorité de sa carrière avec le RK Borac Banja Luka avec lequel il remporte ainsi plusieurs titres nationaux, mais également un titre continental, la Coupe d'Europe des clubs champions en 1976.
Sa fille, Maïda Arslanagić, est une handballeuse internationale croate.

## Palmarès de joueur

### En équipe nationale
Jeux olympiques
- Médaille d'or aux Jeux olympiques de 1972 à Munich
- 5e place aux Jeux olympiques de 1976 à Montréal

Championnats du monde
- Médaille de bronze au Championnat du monde 1970 en France
- Médaille de bronze au Championnat du monde 1974 en Allemagne de l'Ouest

Jeux méditerranéens
- Médaille d'or aux Jeux méditerranéens de 1975 à Alger

### En club
Compétitions internationales
- Coupe d'Europe des clubs champions en 1976

Compétitions nationales
- Championnat de Yougoslavie (4) : 1973, 1974, 1975, 1976
- Coupe de Yougoslavie (5) : 1969, 1972, 1973, 1974, 1975

## Palmarès d'entraîneur

### En équipe nationale
Jeux olympiques
- Médaille d'or aux Jeux olympiques de 1984 à Munich (entraîneur des gardiens)
- Médaille de bronze aux Jeux olympiques de 1988 à Munich (entraîneur)[1]

Championnats du monde
- Médaille d'or au Championnat du monde 1986 en Suisse (entraîneur des gardiens)

Championnats du monde junior
- Médaille d'or au Championnat du monde 1981 au Portugal (entraîneur)

### En club
Compétitions nationales
- Championnat de Yougoslavie (1) : 1988
- Championnat du Portugal (2) : 1989, 1990
- Supercoupe du Portugal (1) : 1989
- Championnat de Croatie (1) : 1996
- Coupe de Croatie (1) : 1996
- Championnat de Slovénie (2) : 1999, 2000
- Coupe de Slovénie (2) : 1999, 2000
- Championnat de Bosnie-Herzégovine (1) : 2003
- Coupe de Bosnie-Herzégovine (1) : 2003